# Populonia
Populonia è una frazione del comune di Piombino in provincia di Livorno. Comprende anche la località Populonia Stazione e fa parte della Circoscrizione Populonia-Fiorentina.
È stata in antichità una delle più grandi ed importanti città etrusche e romane.

## Posizione
L'antico abitato si trova in posizione dominante su di uno dei promontori che formano il golfo di Baratti e conserva fortificazioni del XV secolo ad opera dei Signori di Piombino, gli Appiani, come testimoniato dal dragone simbolo della casata posto sopra l'ingresso del borgo.

## La città antica

### Quadro d'insieme

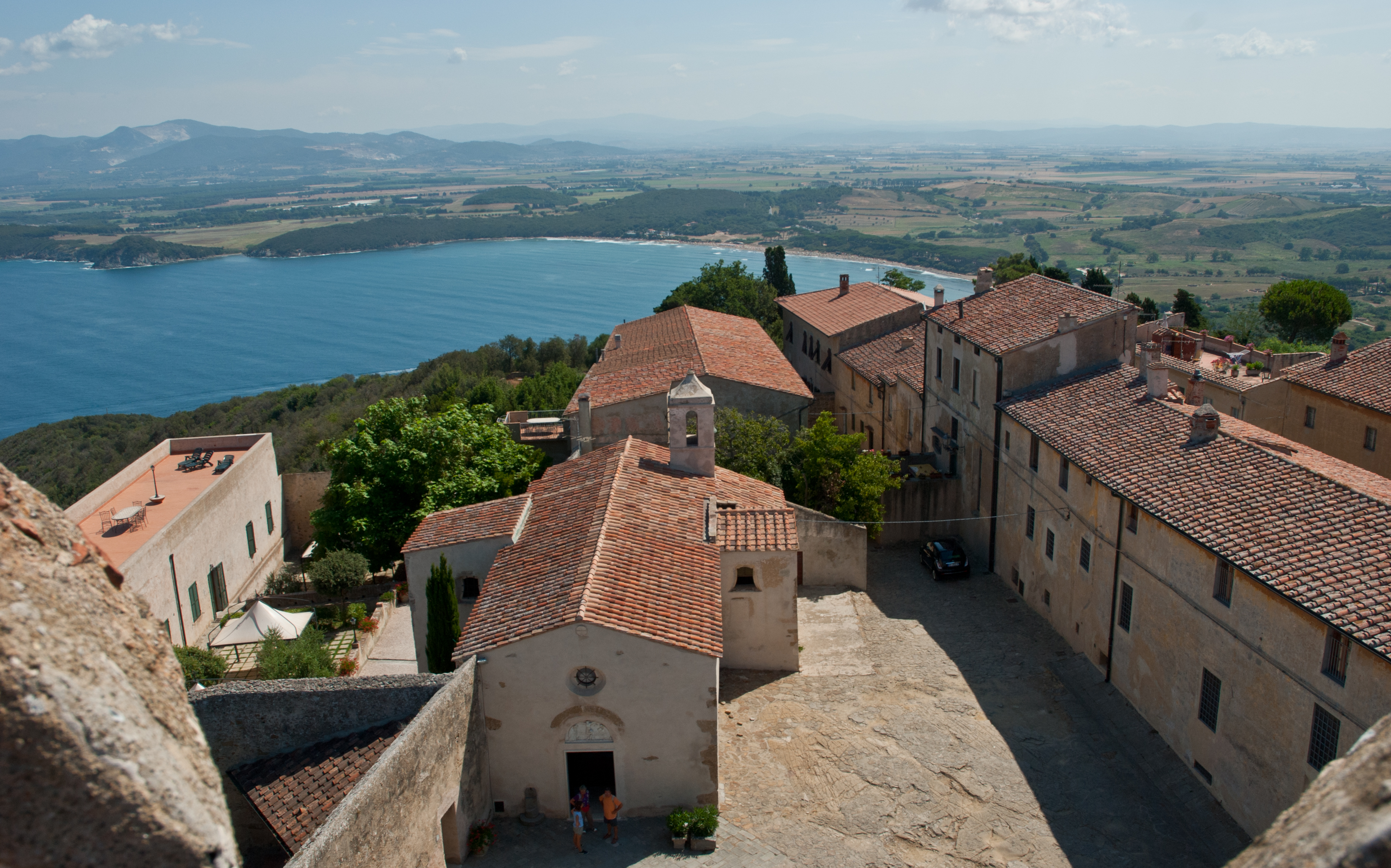
Populonia e il golfo di Baratti

Populonia fu un antico insediamento etrusco, di nome Fufluna (da Fufluns, dio etrusco del vino e dell'ebbrezza) o Pupluna, l'unica città etrusca sorta lungo la costa. Era una delle dodici città della Dodecapoli etrusca, le città-stato principali che facevano parte dell'Etruria, governate da un lucumone.
L'acropoli della città storica corrisponde agli odierni Poggio del Castello e Poggio del Telegrafo, posti all'estremità sud-occidentale del Golfo di Baratti. Già in epoca arcaica, probabilmente, l'abitato si estese anche alle alture limitrofe e all'area del golfo, dove, oltre alle principali necropoli della città, è localizzato anche il quartiere industriale.
Insieme a Volterra fu uno dei centri di maggiore attività mineraria e dell'industria metallurgica degli Etruschi.

### Storia
L'avvio del processo di aggregazione che porterà all'occupazione di Poggio del Castello e di Poggio del Telegrafo si colloca all'inizio dell'età del Ferro (IX secolo a.C.). Il sistema insediativo del Bronzo Finale (XII-X secolo a.C.) era invece caratterizzato da piccoli nuclei abitativi posti lungo la costa, dall'odierno Golfo di Baratti verso Nord, fino a San Vincenzo.
Populonia deve il suo splendore, oltre allo sfruttamento delle risorse minerarie del Campigliese e della vicina isola d'Elba, che la resero uno dei centri più fiorenti della metallurgia antica del bronzo e del ferro, anche alla sua felice posizione geografica. Fin dall'Età del Bronzo Populonia diventa un importante crocevia dei traffici medio tirrenici, vero porto di mare e luogo d'incontro privilegiato di influssi provenienti dal resto del Mediterraneo. La vicinanza con l'Arcipelago toscano, che si connota presto come un vero ponte di isole e sul quale la città inizia presto a esercitare una forma di controllo, la rende un interlocutore privilegiato nei rapporti con la vicina Corsica e la Sardegna.
Nel VI secolo a.C. visse il suo periodo di massimo splendore, arrivando ad ospitare molte migliaia di abitanti, con un'acropoli, una necropoli, diversi quartieri portuali ed industriali (presso la marina, sul golfo di Baratti). Era munita di un'imponente cinta muraria. L'acropoli e l'abitato erano difesi da una prima cinta, mentre una seconda cinta era a protezione dei quartieri industriali situati presso il porto; questi si erano estesi al di sopra delle necropoli più antiche, lasciando una notevole quantità di scorie di ferro residuate dall'attività metallurgica.

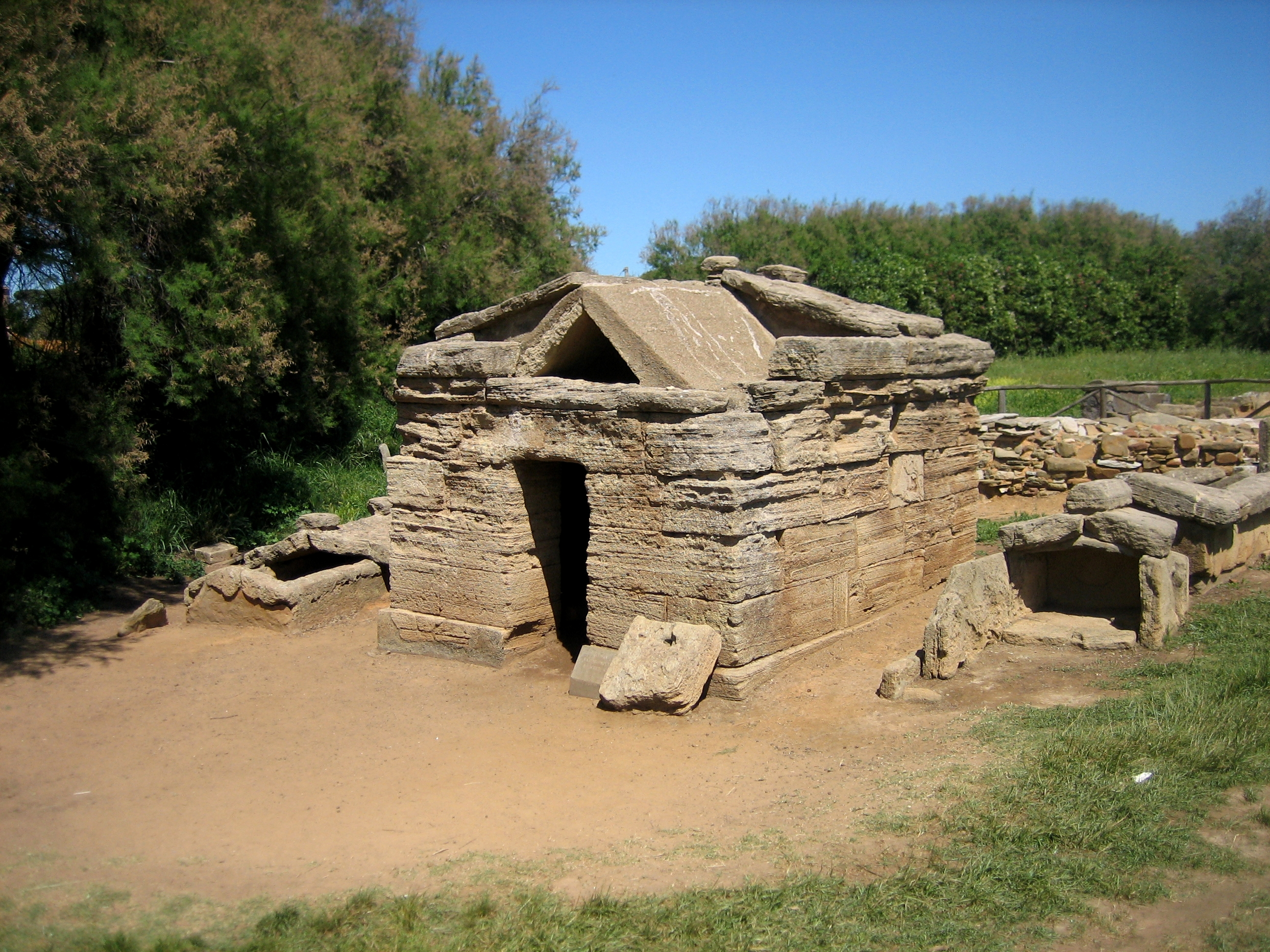
La Necropoli di Populonia

In epoca romana lo storico latino Tito Livio ci informa che nel 205 a.C. Populonia fornì a Scipione l'Africano il ferro necessario per la spedizione in Africa, durante la seconda guerra punica. Godette sempre di una certa autonomia, continuando anche sotto l'egemonia di Roma a battere moneta propria ed intatti ne rimasero i commerci; Populonia era infatti alleata di Roma e molte sono le testimonianze architettoniche (templi, ville, terme) giunte fino a noi di epoca romana. L'episodio che tracciò l'inizio di un lento e progressivo declino si ebbe con le guerre intestine di Mario e Silla. Populonia infatti si schierò dalla parte di Mario, che poi fu sconfitto; Silla decise dunque di punirne gli alleati e distrusse la città. Era il I secolo a.C.
Lo storico romano Strabone alla fine del I secolo a.C. visita Populonia; ne parla come di un centro in piena rovina, con un'acropoli in piena decadenza e in semiabbandono, fatta eccezione per pochi templi. Rimanevano vivi e popolati solamente i quartieri industriali sul mare, le borgate lungo la spiaggia di Baratti e sui promontori che circondano il porto, come l'area archeologica di Poggio del Molino e di Poggio San Leonardo.

### Economia della città antica
Per tutto il periodo etrusco e la prima parte di controllo romano (fino al I secolo a.C.) l'economia di Populonia era basata sui commerci marittimi e sulle produzioni siderurgiche. Lo sviluppo di questa città fu infatti dato dalla fondamentale presenza della vicina isola d'Elba che, con le sue miniere ferrose, diedero il via ad una tradizione metallurgica che ha contraddistinto la storia del Piombinese.
I quartieri industriali (come abbiamo visto) erano situati lungo il litorale, nel golfo di Baratti, nei pressi del porto. Qui arrivavano via nave le materie prime estratte nelle miniere elbane e venivano fuse in appositi bassiforni con una procedura assai simile all'attuale (anche se molto semplificata). Il ferro veniva lavorato per tutti gli usi (domestici o militari) e commercializzato con altre città etrusche o romane e altri paesi mediterranei. Il commercio marittimo era sviluppato attraverso intensi rapporti con vari paesi come ad esempio la Grecia, la Libia, la Magna Grecia, la penisola iberica (a Malaca sono state ritrovate monete coniate localmente nel III sec. a.C. sul modello di quelle di Populonia), ecc. Testimonianza di questo sono i molteplici ritrovamenti di oggetti di chiara foggia straniera.

### Populonia nel Medioevo

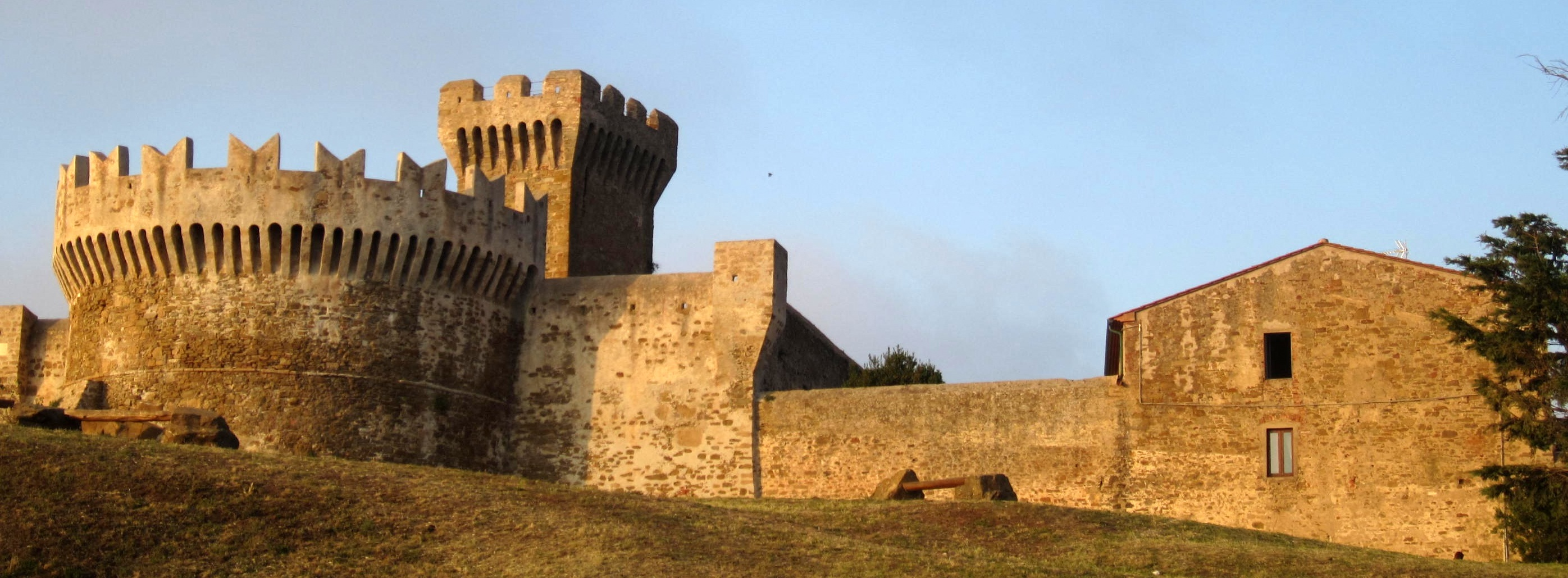
La fortezza di Populonia

La decadenza della città antica iniziò nel I secolo a.C.; da questa data una lenta e lunghissima parabola discendente caratterizzò la vita di Populonia. Invasioni barbariche e saccheggi decimarono nei secoli la popolazione, segnando irreparabilmente la storia dell'insediamento. Nel 570 d.C., Populonia fu distrutta e conquistata dai Longobardi guidati da Gummarith: i pochi superstiti scampati insieme al vescovo Cerbone poi divenuto san Cerbone si rifugiarono all'isola d'Elba. Populonia, infatti, nonostante fosse ormai ridotta a piccolo centro dove gli antichi baluardi erano solo un ricordo, era sede di Diocesi, in quanto città nobile del passato.
Nelle immediate vicinanze della città di Populonia sulle pendici di Poggio Tondo sorse il ricco monastero di San Quirico. Anche se la presenza del monastero poteva costituire un importante motore sociale e commerciale, la grande città etrusca non esisteva più; il futuro si chiamava Piombino, a sud del promontorio, nei pressi dell'antico porto di Falesia.
L'ultimo grande saccheggio subito da Populonia avvenne nell'809 d.C. ad opera degli orobiti, pirati di origine slava che vivevano sui monti del Peloponneso; i pochi abitanti rimasti cominciarono a spostarsi qualche chilometro a sud, a breve distanza dal centro abitato di Falesia e, in un'ansa sul mare (Marina) ma ricca d'acqua dolce (la sorgente della Fonte dei Canali), riparata da una penisola rocciosa (piazza Bovio), costruirono in gran fretta le prime capanne e casupole, mettendo le basi per quella che sarà Piombino. Per il nuovo centro abitato fu scelto il nome di Popolino, da "piccola Populonia", risorta e ricostituita per volontà del suo popolo; il toponimo Piombino verrà adottato solo in seguito, presumibilmente a partire da uno o due secoli dopo.
Il borgo di Populonia come lo vediamo oggi risale al XV sec. Faceva parte del Principato di Piombino, retto dalla famiglia degli Appiani, di origine pisana. Al loro intervento si deve l'impianto medievale del borgo, oltre alla torre e alle fortificazioni.
L'attuale rocca fu infatti iniziata dai Signori di Piombino Jacopo II Appiano e portata a termine da Jacopo III Appiano nella metà del Quattrocento, a seguito di un preciso progetto di rilancio urbanistico e demografico di Populonia, ridotta ormai allo stato di umile villaggio.

### Resti antichi
Presso l'attuale abitato sono visibili i resti della città antica, con le mura etrusche e resti di edifici di epoca romana.
Alcune delle necropoli cittadine delle diverse fasi storiche sono visitabili nel parco archeologico di Baratti e Populonia, insieme ai resti del quartiere industriale presso il porto.
Nel borgo attuale è visitabile la privata Collezione Gasparri che conserva reperti provenienti dall'area della città e dai ritrovamenti sottomarini del tratto di mare antistante, mentre nel centro storico di Piombino ha sede il Museo archeologico del territorio di Populonia.

## Monumenti e luoghi d'interesse
- Golfo di Baratti
- Rocca di Populonia
- Chiesa di Santa Croce

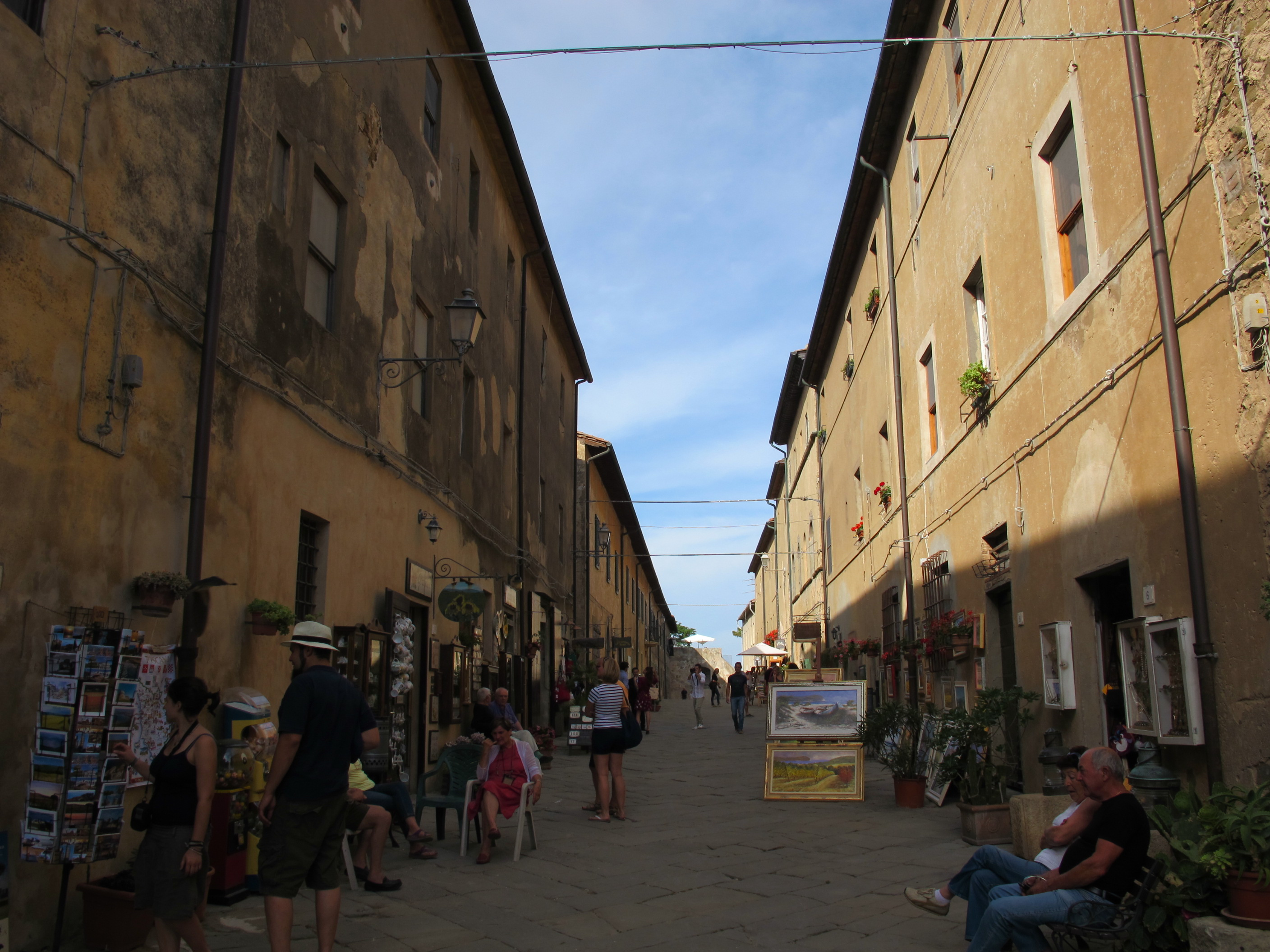
La strada principale di Populonia

- Collezione privata Gasparri (Museo etrusco)

## Populonia Stazione
Populonia Stazione dista dal nucleo antico (la vera Populonia) circa quattro km ed ha circa 350 abitanti. È sorta nella pianura a poca distanza dalla strada della Principessa, intorno agli anni Cinquanta, ove sorge la stazione ferroviaria di Populonia.
Inizialmente furono costruite solo poche case prossime alla stazione, posta sulla linea ferroviaria Piombino-Campiglia M.ma.
Nei pressi sorge anche l'antica tenuta di Poggio all'Agnello, grande fattoria appartenuta ai conti Desideri, proprietari terrieri latifondisti nel XVIII/XIX secolo.
Dopo un lungo abbandono è stata restaurata e vi sorge una struttura alberghiera.